# 克魯克德克里克鎮區 (阿肯色州洛諾克縣)
克魯克德克里克鎮區（英語：Crooked Creek Township）是位於美國阿肯色州洛諾克縣的一個行政鎮區。

## 地方資料
克魯克德克里克鎮區的面積為104.72平方千米，當中陸地面積為100.03平方千米，而水域面積為4.69平方千米。根據2010年美國人口普查的數據，當地共有人口693人，而人口密度為每平方千米6.62人。